# كوزو كاواشيما
كوزو كاواشيما (باليابانية: 川島弘三؛ بالكانا: かわしま　こうぞう) هو متزلج قفز ياباني، ولد في 26 سبتمبر 1926 في أوتارو في اليابان.

## وصلات خارجية
- كوزو كاواشيما على موقع اللجنة الأولمبية الدولية (الإنجليزية)
- كوزو كاواشيما على موقع أوليمبيديا (الإنجليزية)